# Gornja Klezna
Gornja Klezna este un sat din comuna Ulcinj, Muntenegru. Conform datelor de la recensământul din 2003, localitatea are 164 de locuitori (la recensământul din 1991 erau 241 de locuitori).

## Demografie
În satul Gornja Klezna locuiesc 117 persoane adulte, iar vârsta medie a populației este de 37,4 de ani (35,9 la bărbați și 38,9 la femei). În localitate sunt 34 de gospodării, iar numărul mediu de membri în gospodărie este de 4,82.
|  |

| Demografie | Demografie | Demografie |
| An         | Locuitori  | Locuitori  |
| ---------- | ---------- | ---------- |
|            |            |            |
|            |            |            |
|            |            |            |
|            |            |            |
| 1948       | 229        |            |
| 1953       | 248        |            |
| 1961       | 244        |            |
| 1971       | 283        |            |
| 1981       | 252        |            |
| 1991       | 241        | 183        |
| 2003       | 259        | 164        |

| \| Componența etnică conform recensământului din 2003[2] \| Componența etnică conform recensământului din 2003[2] \| Componența etnică conform recensământului din 2003[2] \| Componența etnică conform recensământului din 2003[2] \| Componența etnică conform recensământului din 2003[2] \| \| ----------------------------------------------------- \| ----------------------------------------------------- \| ----------------------------------------------------- \| ----------------------------------------------------- \| ----------------------------------------------------- \| \| \| \| \| \| \| \| Albanezi \| Albanezi \| \| 164 \| 100% \| \| necunoscută \| necunoscută \| \| 0 \| 0% \| |             |  |     |      |
| Componența etnică conform recensământului din 2003 |             |  |     |      |
| |             |  |     |      |
| Albanezi | Albanezi    |  | 164 | 100% |
| necunoscută | necunoscută |  | 0   | 0%   |